# 北海道の有価証券報告書提出会社一覧
北海道の有価証券報告書提出会社一覧（ほっかいどうのゆうかしょうけんほうこくしょていしゅつがいしゃいちらん）は、北海道財務局に有価証券報告書を提出している企業の一覧である。
上場している企業については記述しない。Eではじまるコードは、EDINETコードである。
- 旭川国際ゴルフ場 - E04663、旭川市、12月末
- 小樽ゴルフ場 - E04674、小樽市、12月末
- 札幌テレビ放送 - E04412、札幌市、3月末
- じょうてつ - E04116、札幌市、3月末
- 新日本海フェリー - E04262、小樽市、3月末
- 北海道建設業信用保証 - E03841、札幌市、3月末
- AIRDO - E04278、札幌市、3月末
- 北海道曹達 - E00773、苫小牧市、9月末